# 대상경주
대상경주는 대규모의 축제형 경마대회의 전통을 수립하고 경주질의 향상을 도모하기 위해 높은 수준의 경주마들로 경주를 편성하여 치르는 축제 형식의 경주이다. 역사가 오래된 것이 많고 일류마들이 출주하여 경쟁한다. 마주, 조교사, 생산자, 기수들은 이 대상경주의 우승을 가장 큰 목표로 한다.(무궁화배, 신문사배, 회장배, 그랑프리 등)

## 그레이드 경주
최우수마를 선별하기 위한 최고의 경주이며, 생산의 지표로써 가장 중요한 의미가 있는 경주이다. 경주의 질에 따라서 North American Graded Stakes Committee가 Grade I, II or III로 구분한 주요한 스테이크스 경주를 말한다. 유럽에서는 그룹 경주(Group race)라고 한다.
- Grade/Group 경주의 요건

① 지급되는 부가상금(Added Money)과 보장상금(Guarantee Purse)이 일정금액 이상이 되고(미국의 경우는 100,000 US달러 이상)
② 같은 경주로 및 같은 경주조건 하에서 적어도 2회 이상 시행하고
③ 성별이나 연령 이외의 다른 조건을 두어 상대적으로 열등마를 출주시키거나, 우수마의 출주를 제한하지 않으며,
④ 북미에서는 North American Graded Stakes Committee of TOBA(Thoroughbred Owners and Breeders Association)와 Jockey Club of Canada, 유럽에서는 영국, 프랑스, 독일, 아일랜드, 이태리 등 유럽 경마시행국 대표들로 구성된 European Pattern Race Committee(유럽패턴경주위원회), 남미는 OSAF, 아시아는 ARF의 심의를 얻고 등급을 부여받아야 한다.

## 리스티드 경주(준대상경주·예비등급경주)
그레이드 경주 다음으로 중요한 경주로 그레이드 경주로 승격 직전의 경주 혹은 연령별 주요 경주로서의 의미가 있는 경주이다.